# Романо Шмід
Романо Крістіан Шмід (нім. Romano Christian Schmid, нар. 27 січня 2000, Грац, Австрія) — австрійський футболіст, атакувальний півзахисник німецького клубу «Вердер» та національної збірної Австрії.

## Ігрова кар'єра

### Клубна
Романо Шмід народився у місті Грац і є вихованцем місцевого клубу «Штурм», де він з 2009 року грав у молодіжній команді. У травні 2017 року Шмід зіграв першу гру в основі команди у матчі Бундесліги. Провівши до кінця сезону лише три гри у складі «Штурма», влітку того року Шмід перейшов до клубу «Ред Булл». Але через велику конкуренцію в основі команди, Шмід змушений був перейти в оренду у фарм - клуб «Зальцбурга» «Ліферінг», який грає у Другому дивізіоні.
Не маючи змоги пробитися до основи, вже взимку 2019 року Шмід залишив «Ред Булл» і перейшов до німецького «Вердера». Але  залишився в Австрії, де продовжив до кінця сезону грати в оренді у клубі «Вольфсбергер». Шмід допоміг команді посісти третє місце в чемпіонаті Австрії та пробитися в груповий турнір Ліги Європи. Після піврічної оренди Шмід ще на один сезон залишився у складі «Вольфсбергера».
Перед початком сезону 2020/21 Шмід все - таки приєднався до «Вердера». І першу гру в німецькій Бундеслізі футболіст зіграв у грудня 2020 року. В квітні 2022 року футболіст продовжив дію контракту з німецьким клубом.

### Збірна
З 2014 року Романо Шмід виступав за юнацькі збірні Австрії різних вікових категорій. У вересні 2019 року він дебютував у молодіжній збірній Австрії. Загалом до 2022 року у складі збірної (U-21) Шмід провів 16 матчів.
У вересні 2022 року Романо Шмід вперше отримав виклик до стану національної збірної Австрії. І тоді у поєдинку Ліги націй проти команди Франції Шмід дебютував у першій збірній Австрії.

## Титули
Ред Булл
 Чемпіон Австрії: 2017/18
Вердер
- Срібний призер Другої Бундесліги: 2021/22